# Boloria obsoleta
Boloria obsoleta är en fjärilsart som beskrevs av Curtis 1933. Boloria obsoleta ingår i släktet Boloria och familjen praktfjärilar. Inga underarter finns listade i Catalogue of Life.